# Thoiré-sous-Contensor
Thoiré-sous-Contensor là một xã trong tỉnh Sarthe ở tây bắc nước Pháp. Xã này nằm ở khu vực có độ cao từ 85-133 mét trên mực nước biển.